# 追鱼
追鱼，越剧古装剧。该剧根据湘剧剧本《追鱼记》移植。

## 故事情节
书生张珍因家道中落，与丞相之女牡丹的婚姻被拒。鲤鱼精变作牡丹与张珍相会。真假牡丹女引发许多误会。后鲤鱼精下落人间与张珍结合。

## 演出
1956年11月，上海越剧院首演此剧。该剧为徐玉兰、王文娟的代表作之一。

## 电影
- 《追鱼》：1960年，中国越剧电影
- 导演：应云卫
- 编剧：康德、安娥
- 主演：王文娟、徐玉兰、钱妙花、徐惠琴、陈兰芳
- 类型：爱情/奇幻/戏曲

## 经典唱词
张珍：碧波潭，微波荡漾，桂花黄，清影横窗。空对此，一轮明月，怎奈我百转愁肠。唉！想我张珍爹娘在世之时，与丞相金宠之女幼年订下婚姻，不幸亲记亡家败，无奈只得到金府投亲。岳父见我衣衫褴褛十分不喜，就命我在碧波潭畔草堂攻书，这婚姻之事他从不提起，不知我那牡丹心意如何？唉，好不烦闷人也。说什么姻缘本是前生定，又谁知人情纸一张，他金府三代不招白衣婿，我张珍可时得中状元郎？又听得一声声鲤鱼跃浪，把月影散成了万点银光，鲤鱼，鲤鱼呀！你那里凄凉水府，我这里寂寞书房；我白衣，你未成龙；我单身，你可成双？咫尺间情愫难通，空惹下满腹惆怅。唉！鲤鱼无知说它作甚！还是回书房攻书去吧！
鲤鱼：小仙鲤鱼精是也，秀才张珍在此攻书，蒙他多情每日顾盼与我，他怜我水府凄凉，我为他书心寂寞有何不可。不免待我变作牡丹小姐模样前去一会便了。且把真身暂隐藏，变作牡丹俏模样，今晚鱼儿巧梳妆，做一个神女去会襄王。只见他头懒抬，眼倦开，脸庞儿与那潘安一样美，我与你水府人间各一方，却为何欠下这笔相思债。待我上前去唤醒他，只恐他醒来要将我怪。我若是不唤他，这万千相思怎丢开。君子啊，君子啊！秀才家嗑睡从来大，就我如何去安排？这缸中就是清凉水，你与我唤醒这张秀才。